# Jamie Burnett
Jamie Burnett (ur. 16 września 1975) – szkocki snookerzysta. Plasuje się na 67. miejscu pod względem zdobytych setek w profesjonalnych turniejach, ma ich łącznie 136.
W trakcie kwalifikacji do turnieju rankingowego UK Championship 2004 jako pierwszy zawodnik w historii snookera wbił w profesjonalnym gronie brejka powyżej 147 punktów. Przeciwnikiem Burnetta w meczu z brejkiem 148-punktowym był Leo Fernandez. Po ogłoszeniu wolnej bili Burnett zagrał bilę brązową zamiast czerwonej, po czym zagrał ją ponownie, a następnie wbił 15 czerwonych z jedną bilą niebieską, dwiema różowymi i 12 czarnymi.
Pierwszym większym sukcesem Szkota było dotarcie do ćwierćfinału w rankingowym German Open 1997. Osiągnięcie to wyrównał rok później w Grand Prix. Największe sukcesy Burnetta przypadły na sezon 1997/1998 zdominowany przez Stephena Hendry'ego. Dwukrotnie wyeliminował w turniejach snookerystę numer jeden światowego rankingu, jak również pokonał graczy takich jak Mark Williams i Stephen Lee.
W mistrzostwach świata debiutował w 1996 (porażka w I rundzie z Terrym Griffithsem 9:10). Na swój drugi występ w Crucible Theatre musiał czekać do 2009, czym wyrównał wynoszący trzynaście lat przerwy rekord Barry’ego Pinchesa z 2004 roku.
W kwalifikacjach do Grand Prix 2007 wbił brejka maksymalnego 147 punktów.
Burnett zakwalifikował się do UK Championship w 2008 roku, przegrał jednak 3-9 ze swoim sparingpartnerem Stephenem Maguire'em w 1/16 finału. Bukmacherzy zaprzestali przyjmowania zakładów na tenże wynik (3-9 dla Maguire'a), po fali zakładów na dokładnie taki wynik. W 12 framie Burnett miał szansę na 4-8, ale spudłował ostatnią czarną bilę tak bardzo, że komentator BBC John Parrott zasugerował, iż nawet amator byłby niezadowolony z takiego zagrania. Clive Emerton z BBC dodał też, że okoliczności rozegrania dwóch ostatnich frame’ów zdecydowanie zasługiwały na śledztwo w tej sprawie.
"The World Snooker” wszczął śledztwo w sprawie wyniku, zanim rozpoczęła je policja, na kilka dni przed kolejnym spotkaniem Burnetta i Maguire'a w mistrzostwach świata w snookerze w 2009.
12 września 2010 zajął 2. miejsce w turnieju Shanghai Masters, po przegranej w finale z Allisterem Carterem 7:10.
Do końca sezonu 2010/2011, na swoim koncie zapisał 103 breaków stupunktowych.
7 października 2012 zajął 2. miejsce w turnieju z cyklu PTC-Gdynia Open, przegrawszy w finale z Neilem Robertsonem 3:4. W finale przegrywał już 0:3, po czym doprowadził do stanu 3:3. Ostatnia partia meczu była niezwykle emocjonująca i trwała ponad 50 minut.